# 두원공조
주식회사 두원공조(株式會社 斗源空調)는 대한민국의 자동차 공조(에어컨)시스템 전문 기업으로,두원그룹의 계열사이다.

## 연혁
- 1989년 1월 18일 14대 국회의원 출신인 김찬두가 회사를 설립하였다.[2]

## 논란
2024년 공정거래위원회가 하도급 서면 발급 의무를 위반하고 부당특약을 설정한 두원공조에 대해 시정명령과 과징금 5천400만원을 부과하였다

## 본점 및 지점 현황
- 서울사무소: 서울특별시 강남구 강남대로 636 (신사동)
- 경주공장: 경상북도 경주시 외동읍 개곡공단길 70-6 (개곡리)
- 울산공장: 울산광역시 북구 효암로 184 (효문동)

## 같이 보기
- 두원공과대학교
- 안성두원공업고등학교